# 克里黑文 (緬因州)
克里黑文（英語：Criehaven）是位於美國緬因州諾克斯縣的一個未組織地區。

## 地方資料
克里黑文的面積為341.30平方千米，當中陸地面積為1.90平方千米，而水域面積為339.50平方千米。根據2020年美國人口普查的數據，當地共有人口4人，而人口密度為每平方千米0.01人。